# Шанхайский метрополитен
Шанха́йский метрополите́н (кит. упр. 上海地铁, пиньинь Shànghǎi Dìtiě, палл. Шанхай дите) — скоростная внеуличная система рельсового транспорта, связывающая город Шанхай с провинцией Цзянсу. Является вторым после Пекина в мире по протяжённости (743 км). Ежедневный пассажиропоток шанхайского метрополитена составляет около 10 млн человек.
Шанхай — третий город в континентальном Китае после Пекина и Тяньцзиня, где появилось метро, которое открылось в 1993 году. Одна из самых молодых в мире, данная система метро является наиболее быстро развивающейся, уже насчитывая 19 действующих линий (без учёта маглева) и ещё 4 строящихся, включая продолжения действующих. К концу 2020 года планировалось достижение протяжённости в 743 км линий с 457 станциями. Фактически, эти показатели были достигнуты в январе 2021, с открытием новой линии 15.

## Общая информация

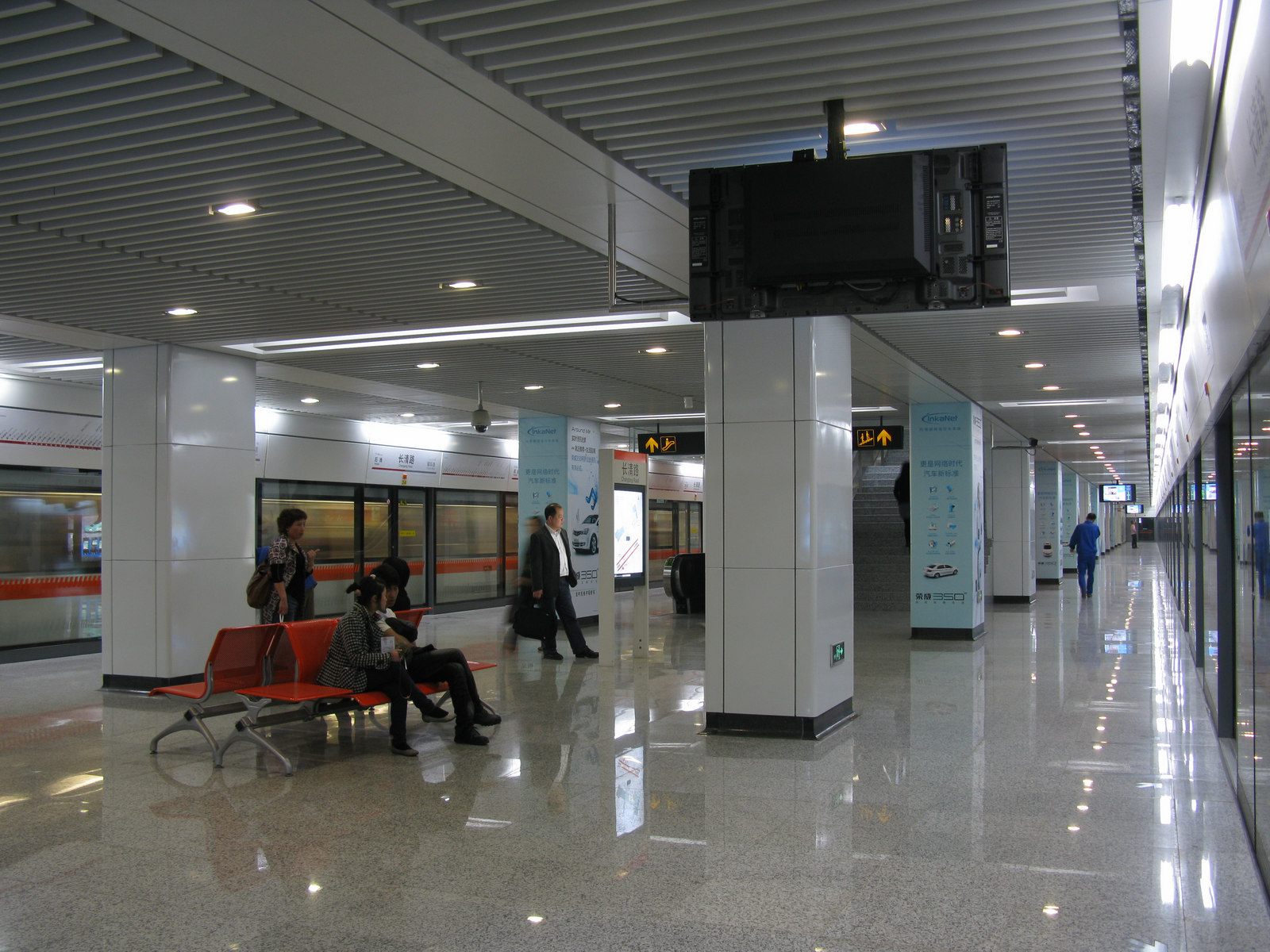
Типовая подземная станция с платформенными раздвижными дверьми

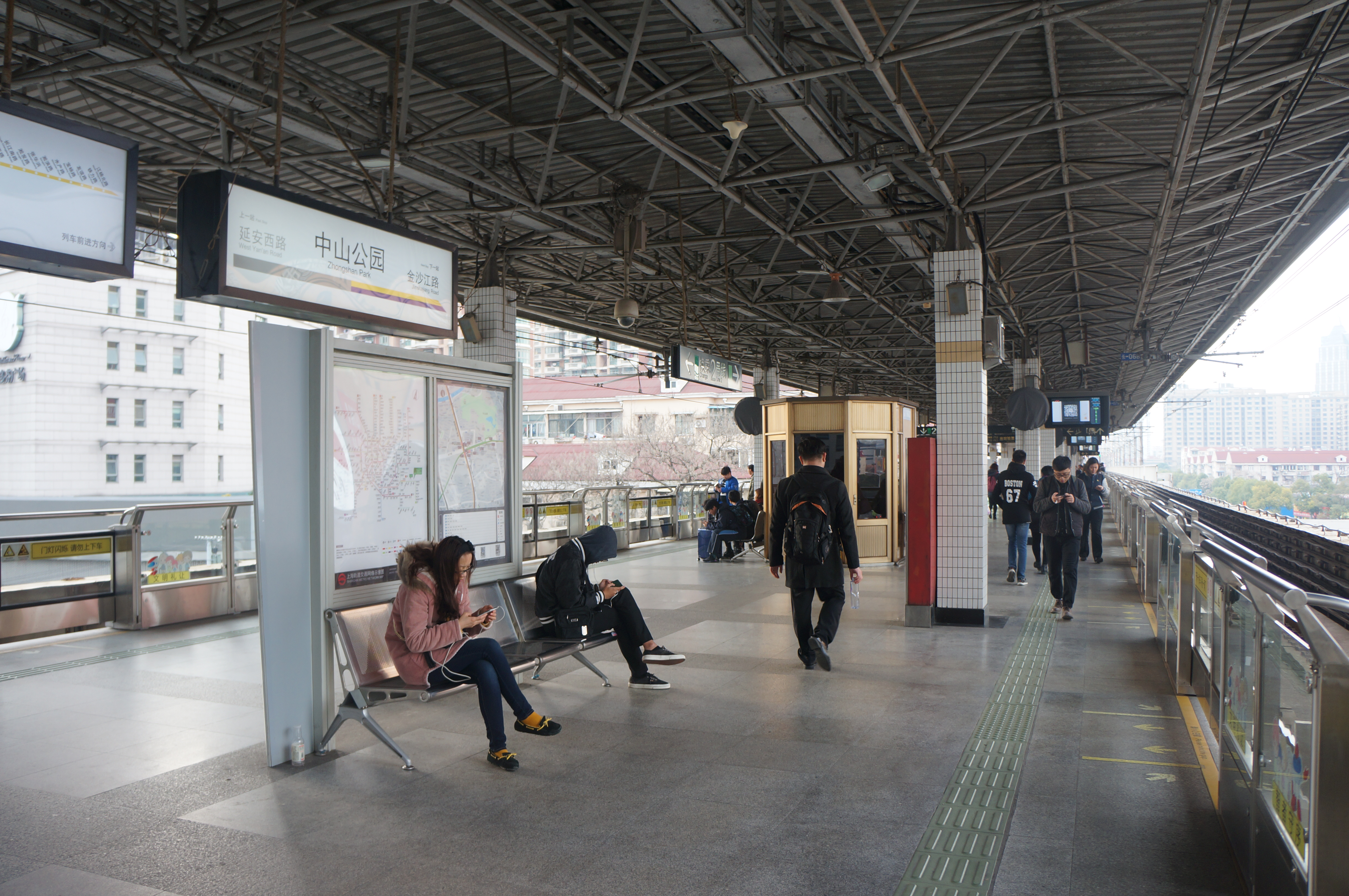
Типовая открытая станция с установленными автоматическими платформенными воротами

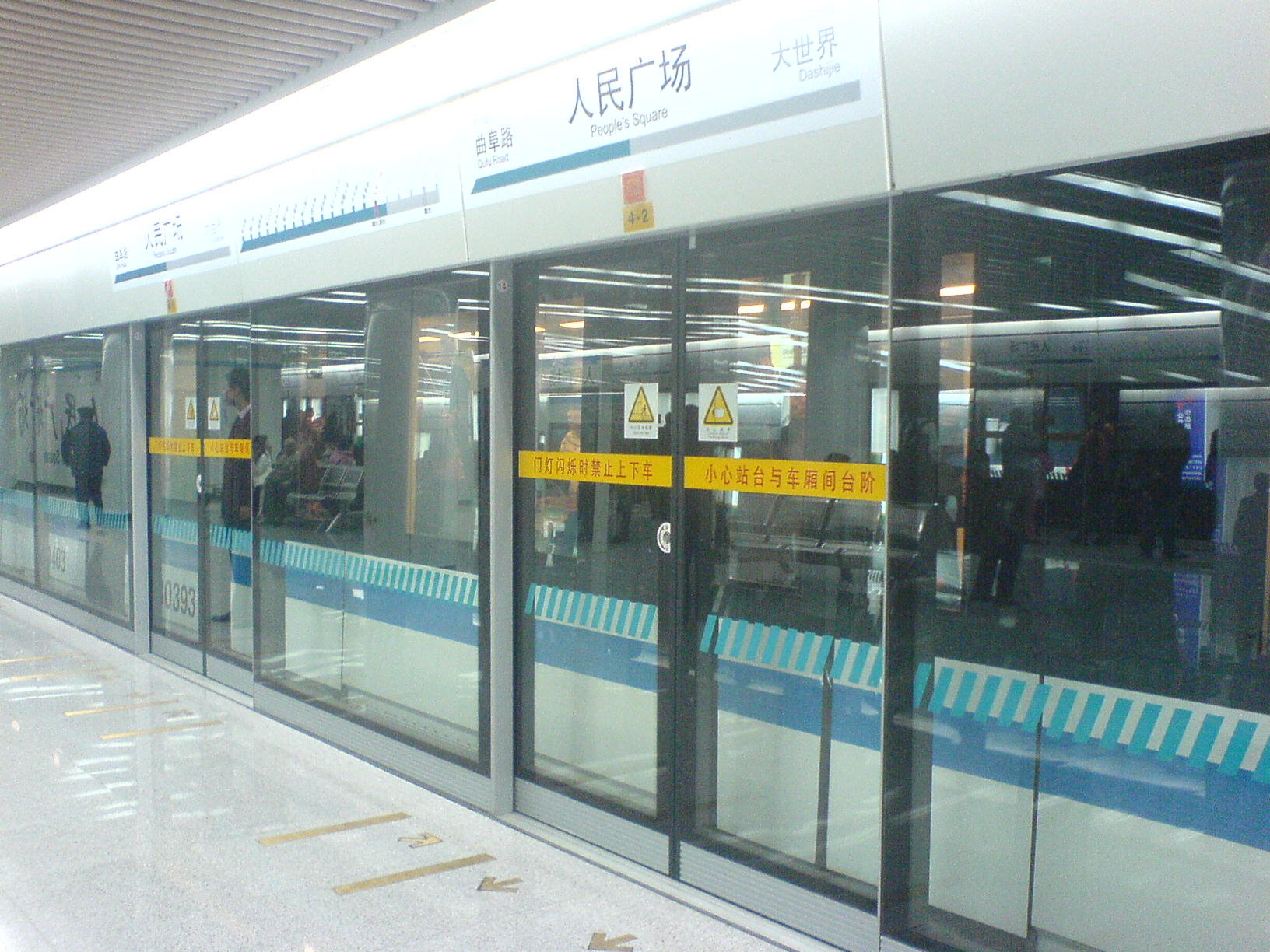
Платформенные раздвижные двери на станциях

Метро Шанхая современное, быстрое и недорогое, на станциях поддерживается чистота. Плазменные панели отображают время прибытия следующих двух поездов. На жидкокристаллических мониторах внутри вагонов поездов, идущих под землёй, показываются реклама и название следующей станции, а на наземных линиях информация о следующей станции отображается на светодиодном табло. В поездах также проигрывается запись с названием следующей станции на китайском и английском языках и с информацией о достопримечательностях и магазинах рядом со следующей станцией — только на китайском. Метро оборудовано для передвижения инвалидов. На всех станциях установлены платформенные раздвижные двери.

Развитие шанхайского метрополитена 1993—2019

Среди недостатков системы можно отметить сильную перегруженность в часы пик (особенно линий 1 и 2) и недостаточное покрытие городской территории, что, впрочем, постепенно решается быстрым строительством и введением в эксплуатацию новых участков. Многие также отмечают не очень удобные длинные переходы между пересадочными станциями.

## Линии
- Линия 1
- Линия 2
- Линия 3
- Линия 4
- Линия 5
- Линия 6
- Линия 7
- Линия 8
- Линия 9
- Линия 10
- Линия 11
- Линия 12
- Линия 13
- Линия 15
- Линия 16
- Линия 17
- Линия 18
- Линия 20
- Линия 21
- Линия 23
- Линия Пуцзян
- Линия Чунмин

## Инфраструктура

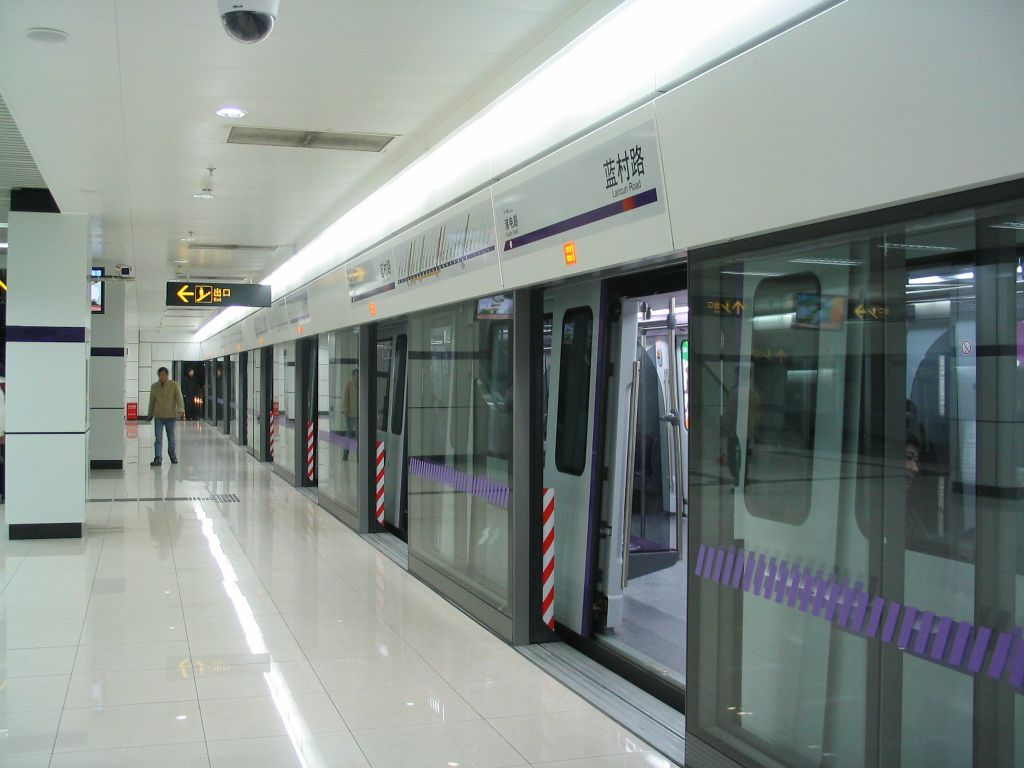
Состав на подземной станции (линия 4)

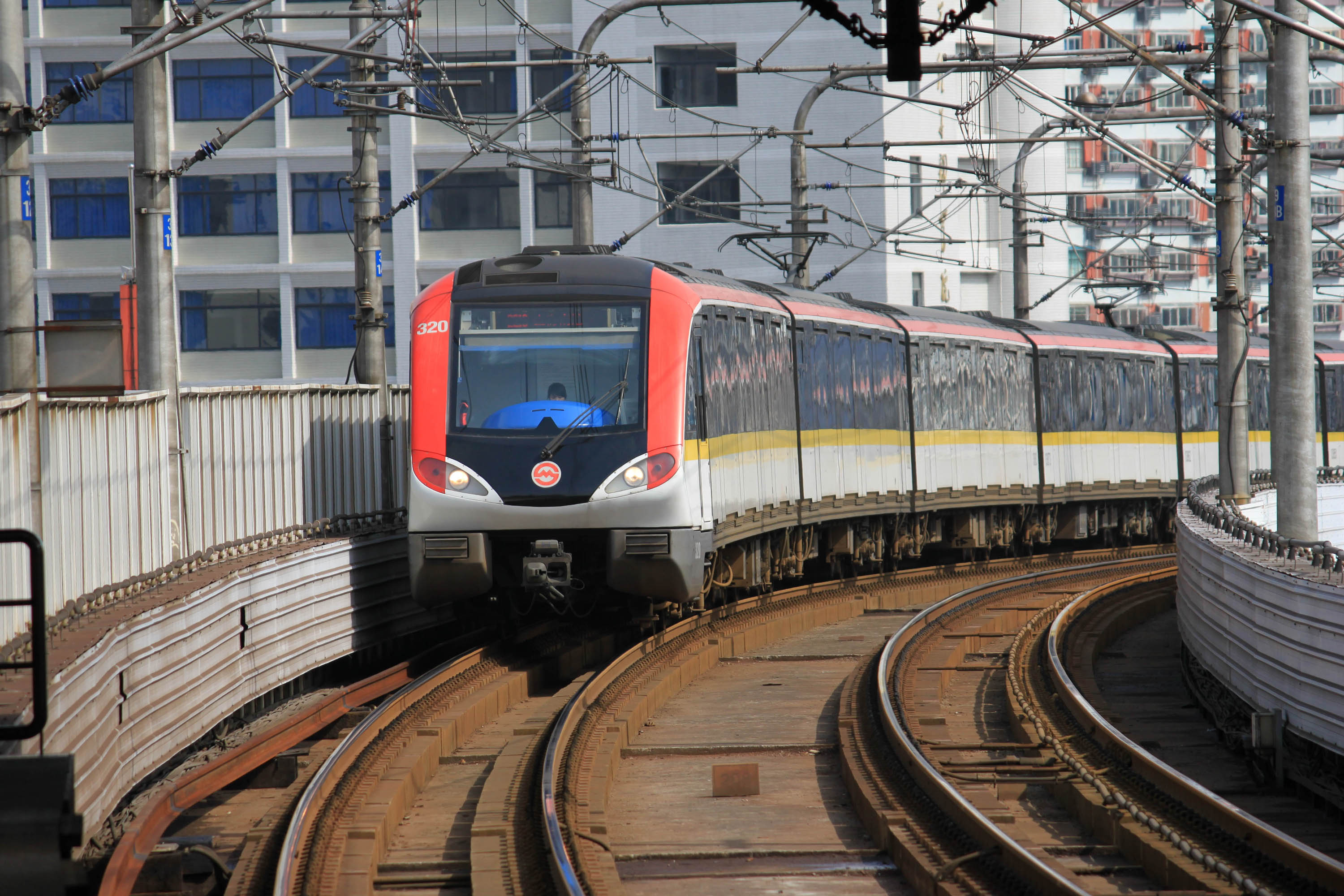
Состав на наземном участке (линия 3)

В отличие от многих других систем метро в мире, в шанхайском метрополитене применяется воздушная контактная сеть, возможно, вследствие используемого напряжения 1500 В — вдвое большего, чем на большинстве систем с нижним токосъёмом. Ширина колеи — европейская 1435 мм, что позволяет транспортировать вагоны, используя железнодорожную сеть страны. Применяется система автоведения. В метрополитене эксплуатируются современные метровагоны как производства германской компании Siemens AG, так и китайского производства.
В июле 2018 года число вагонов метрополитена достигло 5 000.
В декабре 2020 года число вагонов метрополитена достигло 7 000, причём последние 1000 вагонов были поставлены всего лишь за 6 месяцев.

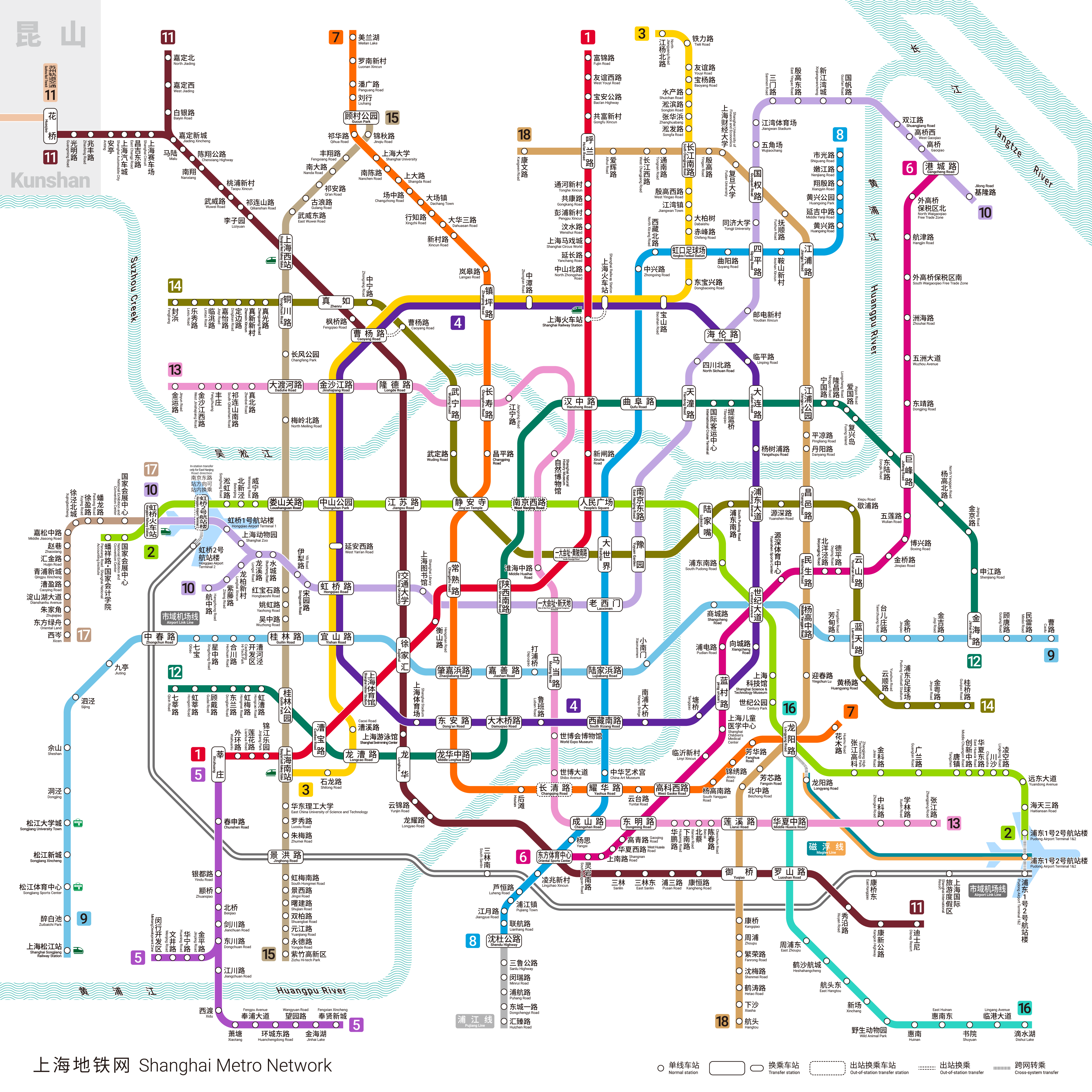
Схема метрополитена Шанхая на 2024 год

## Список станций

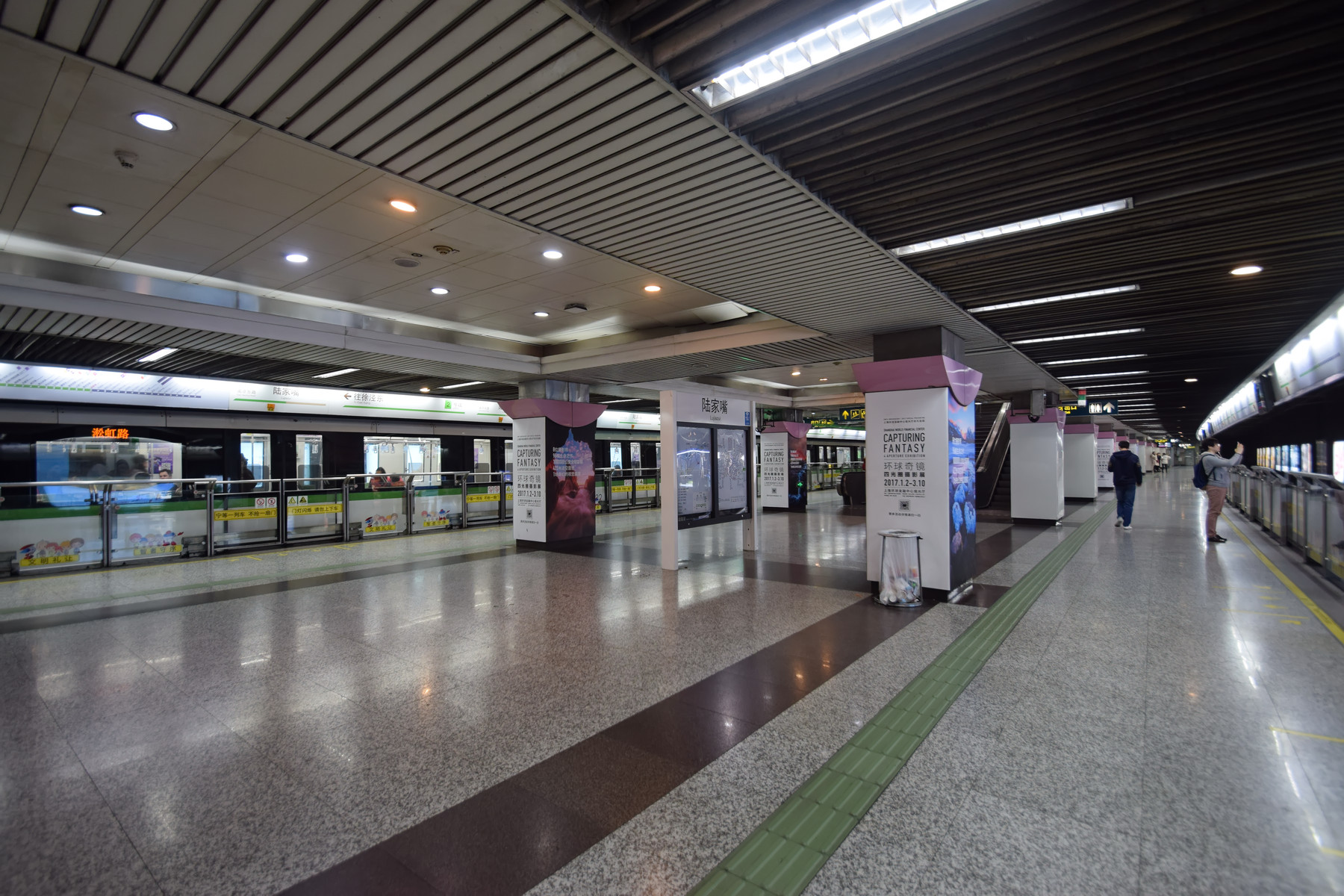
Дизайн станции «Луцзяцзуй» с установленными автоматическими платформенными воротами

## Управляющие компании
Шанхайский метрополитен находится в управлении 4 компаний, являющихся подразделениями Shanghai Metro Operation Co., Ltd.:
- Shanghai No.1 Metro Operation Co., Ltd. управляет линиями 1, 5, 9 и 10.
- Shanghai No.2 Metro Operation Co., Ltd. управляет линиями 2, 11 и 13.
- Shanghai No.3 Metro Operation Co., Ltd. управляет линиями 3, 4, 7 и 21 (ещё не открыта).
- Shanghai No.4 Metro Operation Co., Ltd. управляет линиями 6, 8 и 12